# Verucchio
Verucchio (emilianisch: Vrócc) ist eine italienische Gemeinde mit 10.058 Einwohnern (Stand 31. Dezember 2023) in der Provinz Rimini in der Region Emilia-Romagna. Verucchio ist seit 2017 Mitglied der Vereinigung I borghi più belli d’Italia. (Die schönsten Orte Italiens)

## Geographie
Die Provinzhauptstadt Rimini liegt etwa 18 km nordöstlich. Das Tal des Marecchia kann von Verucchio überblickt werden.
Ortsteile (frazioni) sind neben dem Hauptort Verucchio, Brocchi, Cantelli, Case Montirone, Case Pellicioni, Pieve Corena, Ponte Verucchio und Villa Verucchio.
Die Nachbargemeinden sind Acquaviva (RSM), Borgo Maggiore (RSM), Chiesanuova (RSM), Poggio Torriana, Rimini, San Leo, Santarcangelo di Romagna, Sassofeltrio (PU) und Serravalle (RSM).

## Geschichte
Spuren einer Besiedlung (wahrscheinlich Villanovakultur) aus dem 12.–9. Jahrhundert v. Chr. wurden in Verucchio gefunden. Später siedelten hier die Etrusker. Der Ort ist bekannt für seine reichen Bernsteinfunde. Der Name der Stadt leitet sich von Vero Occhio (Wahres Auge) ab, weil sie einen guten Blick über die umliegende Landschaft und bis zur Küste bietet.
Malatesta da Verucchio aus der Adelsfamilie Malatesta wurde hier geboren. Seine Nachfolger bauten die Stadt zur mächtigen Bastion aus. Nach dem Sturz der Malatesta (15. Jahrhundert) war es ein Lehen der Medici im Kirchenstaat und blieb bis 1860 ein Teil des Kirchenstaats, mit Ausnahme eines kurzen Zeitraums unter der Herrschaft der Republik Venedig.

## Demografische Entwicklung

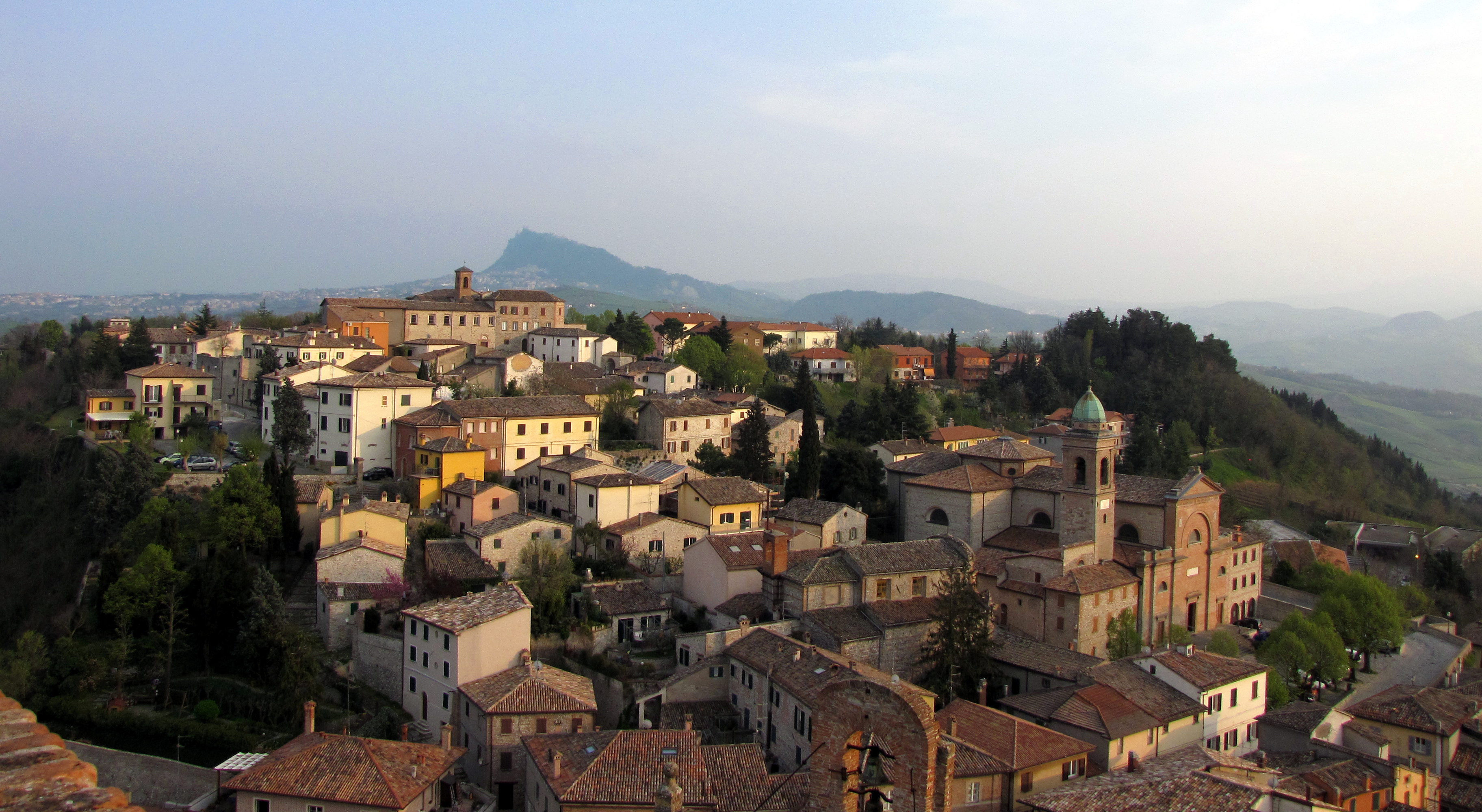
Verucchio

## Sehenswürdigkeiten

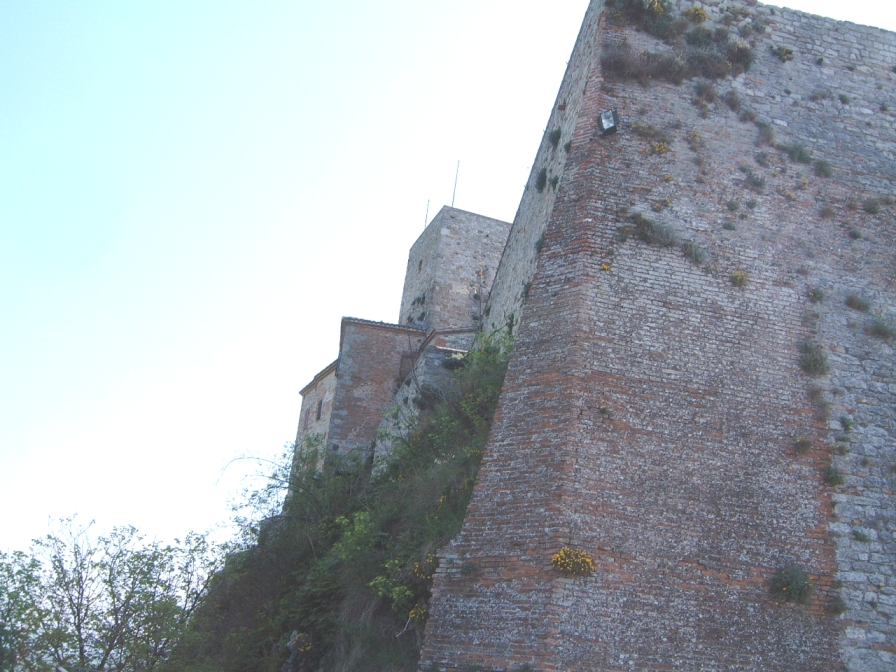
Die Burg der Malatesta

- Die Rocca Malatestiana (Malatesta-Burg, 12. bis 16. Jahrhundert, auch bekannt als Castel del Sasso) ist eine der größten und besterhaltenen Festungen der Malatesta und war der Geburtsort von Malatesta da Verucchio. Sigismondo Pandolfo Malatesta erweiterte 1449 die Festung.
- Die romanisch-gotische Pfarrkirche ist um das Jahr 990 erbaut worden.
- Archäologisches Museum
- Das Franziskanerkloster (etwa 1215) ist das älteste in der Romagna. Im Inneren der Kirche ist ein Meisterwerk des 13. Jahrhunderts der Rimineser Malschule zu sehen, welches die Kreuzigung zeigt. Außerhalb steht eine hohe Zypresse, die nach einer Legende von Franz von Assisi gepflanzt wurde.